# Jennifer Hawkins

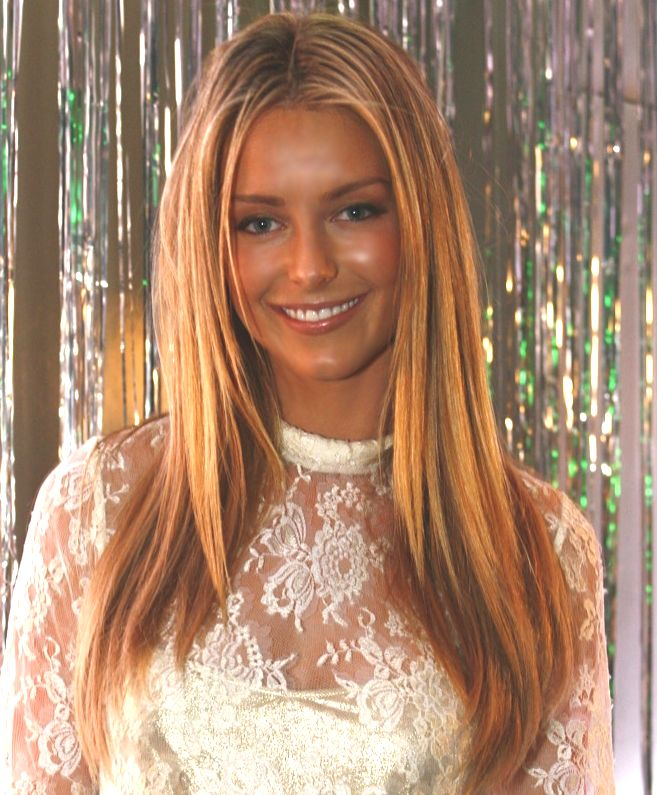
Jennifer Hawkins

Jennifer Hawkins (n. 22 decembrie 1983, Holmesville, New South Wales, Australia) este o moderatoare la televiziune și un fotomodel australian.
Ea fost aleasă Miss Australia în 2004 și în același an este aleasă și Miss Universe.